# Portret Eleonore Toledske
Portret Eleanore Toledske in njenega sina je slika italijanskega umetnika Agnola di Cosima, znanega kot Bronzino, dokončana okoli leta 1545. Eno njegovih najbolj znanih del je shranjeno v Galeriji Uffizi v Firencah v Italiji in velja za enega najpomembnejših primerov manierističnega portreta. Slika prikazuje Eleonoro iz Toleda, ženo Cosima I. Medičejskega, velikega vojvode Toskane, ki sedi z roko, naslonjeno na ramo enega od svojih sinov. Ta gesta, pa tudi motiv granatnega jabolka na njeni obleki, sta se nanašala na njeno vlogo matere. Eleonora nosi močno brokatno obleko s črnimi arabeskami. V tej pozi je upodobljena kot idealna ženska renesanse. Slika je prvi znani portret po državnem naročilu, ki vključuje vladarjevega dediča. Z vključitvijo otroka je Cosimo želel namigovati, da bo njegova vladavina vojvodini prinesla stabilnost.
Otrok je bil različno identificiran kot Eleonorin sin Francesco (rojen 1541), Giovanni (rojen 1543) ali Garzia (rojen 1547). Če je motiv slednji, bi moral biti portret datiran okoli 1550–53, vendar je datum zdaj na splošno dodeljen ok. 1545, ki temelji na pregledu razvoja Bronzinovega sloga, ki bi nakazoval Giovannija.
Portret so poimenovali »hladen«, saj odraža trezno formalnost Eleonorinega domačega španskega dvora, brez topline, ki se običajno pričakuje od portreta matere in otroka. Takšna distanca je značilna za manieristično šolo, ki zavrača naturalizem. Nasprotno pa je Eleonorina obleka iz dovršenega brokatnega žameta z množičnimi učinki bukleja zlatih votkovnih zank v slogu, imenovanem riccio sopra riccio (zanka čez zanko), skrbno replicirana. Slika je morda reklama za firenško industrijo svile, ki je padla v priljubljenosti v prvih težkih letih 16. stoletja in je bila ponovno oživljena v času vladavine Cosima I. Dragoceni zlati pas, okrašen z dragulji in perlicami s kitko, morda izdelal zlatar Benvenuto Cellini.

## Oblačila
Eleonora je upodobljena oblečena v formalno obleko čez naramnico ali platneno obleko, obrobljeno z ozkimi trakovi črnega vezenja na vratu in naborki na rokavih. Bronzinova slika ujame dimenzionalnost brokatirane svilene žametne tkanine v obleki s svojimi zankami iz zlate niti in arabeskami iz črnega šopa na beli satenasti podlagi. Oblačila iz tako bogatega tekstila so bila rezervirana za uradne priložnosti in niso bila značilna za Eleonorino vsakodnevno garderobo, v kateri so bile enobarvne obleke iz žameta in satena.
Ko so v 19. stoletju izkopali Eleonorino truplo, so nekateri sklepali, da je bila pokopana v enaki obleki kot na portretu. To zmedo je morda povzročila skoraj enaka mreža za lase. Toda novejše raziskave kažejo, da je bila pokopana v veliko enostavnejši beli satenasti obleki preko škrlatnega žametnega steznika (in verjetno ujemajočega se spodnjega plašča, ki ni ohranjen). Po dolgem in kompleksnem restavriranju so bila originalna oblačila ohranjena, podrobne rekonstrukcije pa so prikazane v Galeriji kostumov v palači Pitti v Firencah. Originalna oblačila so preveč krhka za javno razstavljanje.

## Podoba kot državniški portret
Kljub vsej razkošnosti nakita in oblačil, v katerih je kraljevski sijaj brokata utišan s hladnimi barvami črne, bele in zlato rjave, Eleonora izžareva zadržanost, dostojanstvo in zanesljivo gotovost o rangu in pomembnosti hiše Medičejcev.
Velikodušna uporaba lapis lazulija, najdražjega slikarskega materiala med vsemi, skoraj tihožitna predstavitev dragocenega kosa oblačila z osrednjo pašo za oči v obliki granatnega jabolka, starodavnega simbola obilja življenja in plodnosti, in končno prisotnost dečka na sliki je skrita navezava na bogastvo in gospodarsko uspešnost Medičejcev ter njihovo varno vladavino v Firencah.
Dejstvo, da je moral Cosimo ves čas svoje vladavine vedno znova zagotavljati svojo oblast in da je bila gospodarska situacija zaradi stroškov vojne in vojvodovih kulturnih ambicij vse prej kot rožnata, je druga stvar.
- Eleonora pri 23 letih, 1543, Praga, Narodna galerija
- Eleonora pri 40-tih, 1560, Berlin, Gemäldegalerie
- Bronzino: Giovanni de' Medici, 1545, Firence, Uffizi
- Giovanni de’ Medici kot Janez Krstnik, Rom, Galleria Borghese